# Liste der Naturdenkmale in Ebhausen
| Naturdenkmale | Anzahl |
| ------------- | ------ |
| FND           | 0      |
| END           | 3      |
| Gesamt        | 3      |

Die Liste der Naturdenkmale in Ebhausen nennt die verordneten Naturdenkmale (ND) der im baden-württembergischen Landkreis Calw liegenden Gemeinde Ebhausen. In Ebhausen gibt es insgesamt drei als Naturdenkmal geschützte Objekte, keines ist ein flächenhaftes Naturdenkmal (FND), alle sind Einzelgebilde-Naturdenkmale (END).
Stand: 31. Oktober 2016.

## Einzelgebilde (END)
| Name                                  | Bild | Kennung     | Einzelheiten | Position | Fläche Hektar | Datum         |
| ------------------------------------- | ---- | ----------- | ------------ | -------- | ------------- | ------------- |
| Friedenseiche vom Jahr 1871 (Nr. 147) |      | 82350200001 | Ebhausen     | ⊙        | 0,0           | 29. Okt. 1952 |
| Kaiser Friedrich-Eiche (Nr. 146)      | BW   | 82350200006 | Ebhausen     | ⊙        | 0,0           | 29. Okt. 1952 |
| Linde auf dem Killberg (Nr. 151)      | BW   | 82350200003 | Ebhausen     | ⊙        | 0,0           | 29. Okt. 1952 |
| Legende für Naturdenkmal              |      |             |              |          |               |               |